# گئورگ روسبیگاله
گئورگ روسبیگاله (به آلمانی: Georg Rosbigalle) بازیکن فوتبال و هافبک اهل آلمان شرقی بود که از سال ۱۹۵۲ میلادی عضو تیم ملی فوتبال آلمان شرقی بوده‌است. وی در ۲ بازی ملی حضور داشته و در بازی‌های ملی‌اش گلی به ثمر نرساند. گئورگ روسبیگاله آخرین بازی ملی خود را در سال ۱۹۵۲ میلادی انجام داد.